# آندری ژلیازکوف
آندری ژلیازکوف (بلغاری: Андрей Желязков؛ زادهٔ ۹ ژوئیهٔ ۱۹۵۲) بازیکن سابق و مربی فوتبال اهل بلغارستان است.
از باشگاه‌هایی که در آن بازی کرده‌است می‌توان به باشگاه فوتبال استراسبورگ و باشگاه فوتبال فاینورد اشاره کرد.
وی همچنین در تیم ملی فوتبال بلغارستان بازی کرده‌است.